# Buddy DeSylva
George Gard DeSylva, detto Buddy (New York, 27 gennaio 1895 – Los Angeles, 11 luglio 1950), è stato un compositore, paroliere, produttore discografico e produttore cinematografico statunitense.
Di origini portoghesi, insieme a Johnny Mercer e Glenn Wallichs fondò la Capitol Records.